# Періссос (станція метро)
«Періссос» (грец. Περισσού) — станція Афінського метрополітену, в складі Афіно-Пірейської залізниці. Розташована на відстані 16 556 метрів від станції метро «Пірей». Як станція метро була відкрита 14 березня 1956 року.